# Olof Arling
Olof Arling, död 25 januari 1735 i Stockholm, var en instrumentmakare och violinmakare i Stockholm.

## Biografi
Olof Arling var gesäll i 7 år hos instrumentmakaren Jonas Elg i Stockholm. Han tog över Elgs verkstad efter dennes död 1732. Han gifte sig även med Elgs änka Brita Olofsdotter Ström den 29 maj 1733. De fick tillsammans barnen Petrus (född 1733) och Olaus (1734–1735). 4 maj 1734 fick han privilegium i instrumentmakeri och blev samma år borgare i staden. Han avled den 25 januari 1735 i Stockholm. Enligt bouppteckningen den 15 augusti ägde han en gård på kvarteret Torsken och violinmakarverktyg.
Petter Hellstedt var troligen elev till Arling. Han tog över verkstaden efter Arlings död.